# Hammer (Wipperfürth)
Hammer ist eine Ortschaft von Wipperfürth im Oberbergischen Kreis im Regierungsbezirk Köln in Nordrhein-Westfalen (Deutschland).

## Lage und Beschreibung
Die Ortschaft liegt im Nordosten von Wipperfürth im Tal der Hönnige an der Landesstraße L284. Nachbarorte sind Wasserfuhr, Schleise, Kupferberg und Dörpinghausen.
Am nordwestlichen Ortsrand befindet sich eine Fischteichanlage. Im Bereich der Ortschaft entspringen drei kurze Nebengewässer der Hönnige.
Politisch wird der Ort durch den Direktkandidaten des Wahlbezirks 12.1 (121) Kupferberg im Rat der Stadt Wipperfürth vertreten.

## Geschichte
1819 wird ein an der Hönnige gelegenes „Hammerwerk“ erwähnt. Die Topographische Aufnahme der Rheinlande von 1825 zeigt im Bereich der Ortschaft ein Mühlensymbol ohne Ortsbezeichnung. Bis zum Jahre 1903 zeigen die topografischen Karten in Hammer ein Mühlensymbol.
Von 1910 bis 1960 führte die Bahnstrecke Anschlag–Wipperfürth an der Ortschaft vorbei. Diese Bahnlinie zweigte im Bahnhof Wipperfürth von der Wippertalbahn ab und schloss bei Anschlag an die Wuppertalbahn an. Der nach der Ortschaft benannte Bahnhof lag 900 Meter südwestlich entfernt, in Höhe der Ortschaft Biesenbach. Auf dem ehemaligen Bahngelände siedelte sich ein Industriebetrieb an.
Seit 1994 steht auf einem privaten Gartengelände eine kleine Kapelle. Sie ist dem „barmherzigen Jesus“ geweiht und steht interessierten Besuchern zum Gebet offen.

## Busverbindungen
Über die im Ort gelegene Bushaltestelle der Linie 338 (VRS/OVAG) ist Hammer an den öffentlichen Personennahverkehr angebunden.

## Wanderwege
Der vom SGV ausgeschilderte Wanderweg A3 führt durch den Ort.